# Jan Daniec
Jan Daniec (ur. 26 czerwca 1968 w Kłodzku, zm. 24 grudnia 2007 w USA) – polski piłkarz występujący na pozycji pomocnika.
Karierę rozpoczął w Lądku-Zdroju, gdzie grał w KS Trojan. Następnie przeszedł do Energetyka Gryfino a później do Pogoni Szczecin, gdzie grał w latach 1988–1993. Grał w niemieckich klubach. W polskiej ekstraklasie rozegrał 14 meczów i strzelił 3 gole. W Pogoni Szczecin zagrał 76 meczów i strzelił 10 goli. Zmarł po ciężkiej chorobie. 5 listopada 2008 roku został pochowany na Cmentarzu Centralnym w Szczecinie.

## Kluby
- KS Trojan
- Energetyk Gryfino
- Zagłębie Lubin
- Pogoń Szczecin
- Dąb Dębno
- 1.FC Magdeburg
- FSV Optik Rathenow
- SV 09 Staßfurt
- SV Altlüdersdorf